# Pao de San Juan Bautista
Pao de San Juan Bautista is een gemeente in de Venezolaanse staat Cojedes. De gemeente telt 17.300 inwoners. De hoofdplaats is El Pao.